# 長野県協同電算
株式会社長野県協同電算（ながのけんきょうどうでんさん）とは、JA長野県グループの情報処理サービス企業。本社は長野県長野市に置く。

## 概要
主に、JA長野県の事業に関わるコンピュータシステムの開発・運営管理及びインターネットプロバイダー事業「JANISネット」の運営を行っている。2012年度（平成24年度）からは、全国JAの財務会計システムなどを共同運用する「全国共同運用センター」事業を受託し、サービスを開始している。
設立は1974年（昭和49年）10月1日であるが、現在の組織になるのは長野県内の4地区センター（東信センター，南信センター，中信センター，北信センター）を長野県協同電算に合併したのは1978年（昭和53年）10月である。

## 沿革
| 昭和49年 | 長野県協同電算設立                                                                                          |
| 昭和54年 | 本社屋完成 信用事業オンラインシステム稼働                                                                   |
| 昭和58年 | 共済事業オンラインシステム稼働                                                                              |
| 昭和62年 | 販売事業オンラインシステム稼働                                                                              |
| 昭和63年 | 総合日計オンラインシステム稼働                                                                              |
| 平成3年  | 管理業務オンラインシステム稼働                                                                              |
| 平成4年  | 新社屋（現データセンター）完成 ＪＡ長野県グループ統合ネットワーク完成（自営パケット網）                     |
| 平成5年  | 購買事業オンラインシステム稼働                                                                              |
| 平成8年  | 業務系ＩＰネットワーク／ＪＡＮＩＳネットワーク完成 インターネットサービスプロバイダー事業「ＪＡＮＩＳ」開始 |
| 平成10年 | ＪＡ長野県農業情報サービス「ＡＧＲＩＮＥＴ（アグリネット）」開始                                            |
| 平成11年 | 全国初のＡＤＳＬ商用サービス開始                                                                            |
| 平成15年 | ＩＳＯ９００１：２０００年版認証取得 ＩＰ電話（ＪＡＮＩＳフォン）サービス開始                               |
| 平成16年 | 「ＪＡＮ２１」ネットワーク完成（ＮＴＴダークファイバー網）                                                  |
| 平成17年 | 日経地域情報化大賞2005 インターネット協会賞 受賞                                                            |
| 平成18年 | 信用事業全国システム移行 メインフレーム（汎用機）からオープン系のサーバー等に更改完了                       |
| 平成20年 | ＪＡ総合ポイント制システム稼働                                                                              |
| 平成23年 | シンクライアントサービス開始                                                                                |
| 平成24年 | 全国共同運用センターサービス開始                                                                            |
| 平成27年 | 直売所システム稼働                                                                                          |
| 平成28年 | 光コラボレーションサービス（ＪＡＮＩＳ光）提供開始                                                          |
| 平成30年 | 担い手支援システム稼働                                                                                      |
| 令和2年  | ＪＡ総合管理システム稼働 ＪＡ山梨県信用補完システム稼働                                                     |
| 令和3年  | ＩＳＯ／ＩＥＣ２７００１：２０１３年版認証取得                                                              |

## JANISネット
JANISネット（ジャニス・ネット）とは、長野県協同電算が運営する商用インターネット接続プロバイダー事業である。JANISとは、長野県協同電算の英語訳のJA Nagano Information Systemの頭文字、または、商用インターネット接続プロバイダー事業そのものの英語訳のJA Nagano Internet Serviceの頭文字を取ったものと考えられる。
1996年（平成8年）4月のサービス開始当初はダイヤルアップ接続サービスを提供していたが、これに加える形で、1999年（平成11年）9月から日本初の商用xDSL接続サービスを提供した。Yahoo! BBは、このJANISネットからエンジニアを引き抜き設立された。
JANISネットのxDSL接続サービスは、NTTの一般電話回線（一般加入者電話回線、いわゆる固定電話）を利用する方法のほか、長野県内の各地域JAまたは行政が敷設・運営している有線放送電話回線、ケーブルテレビを利用する方法がある。固定電話を利用する方法で、電話局から離れているなどで十分な速度が得られない場合は、リーチDSLによる低速度対応も行っている。また、デジタル・ディバイド解消にも積極的で、NTT一般電話回線のカバー率は長野県内でサービスを提供している事業者の中で最も高い。

## ケーブルテレビ提供事業者
- 飯田ケーブルテレビ
  - とよおか放送ネットワーク
  - 阿智村（浪合地区）
  - 下條村
- iネット飯山
- エコーシティー・駒ヶ岳
- 佐久ケーブルテレビ
- 蓼科ケーブルビジョン
- 黒耀の里ゆいねっと
- 戸隠ケーブルテレビ
- 鬼無里ケーブルテレビ
- 中野市豊田情報センター
- 南牧村
- 北相木村
- 南相木村
- 大鹿村
- 木島平村